# OnlyFans
OnlyFans és una xarxa social a internet de contingut per subscripció, creada el 2016, propietat de Fenix International Ltd i amb seu a Londres. Els creadors de fotografies i vídeos poden guanyar diners amb els seguidors que se subscriuen als seus continguts audiovisuals.
És popular en la indústria del sexe, tot i que també acull contingut d'altres temàtiques, com ara d'especialistes en fitnes, de cuiners i de músics que publiquen fotos i vídeos en línia regularment. Permet a les persones creadores rebre finançament directament dels seus seguidors mensualment via pagament per visió (PPV).
El 2021 l'empresa va anunciar una futura restricció de publicació de material explícit a OnlyFans. La causa són les mesures d'empreses de pagament com Visa i Mastercard, que necessitarien un sistema de previsualització de contingut per a dificultar tota possibilitat de distribució de material il·legal. Pocs dies després de fer l'anunci, Fenix Internactional es va fer enrere i va aparcar la seva decisió.

## Model empresarial
OnlyFans no té una política de contingut restrictiva i permet als usuaris compartir imatges explícites a canvi d'una quota mensual. OnlyFans reté el 20% de la recaptació que, despeses a banda, genera al voltant d'un 12% de benefici.